# Heroj (2002.)
Heroj (kineski: 英雄, pinyin: Ying xiong) kineski je povijesni wuxia film redatelja Zhanga Yimoua, u kojem glavnu ulogu glumi Jet Li. Premijera je održana u Kini 24. listopada 2002. To je bio najskuplji kineski film do tada i kineski film s najvećom zaradom. U film je utrošeno 31 milijun dolara, a zaradio je više od 177 milijuna dolara.

## Radnja
Heroj je predstavnik wuxia žanra kineskog filma, koji se sastoji od borilačkih vještina, povijesne tematike i ljubavne priče. Film se jednim dijelom temelji na kineskoj povijesti o postanku prvog kineskog carstva (koji je ujedinio dotadašnje male države). Skupina ubojica koju čine Pahuljica, Slomljeni Mač i Nebo priopćili su, kako će ubiti kralja države Qin. Bezimeni dolazi primiti nagradu u kraljevski glavni grad, nakon što ih je porazio. Kralj ga ne dovodi u palaču samo kako bi ga nagradio. Dovodi ga kako bi u mješavini retrospekcije i kronologije ispričao veliku i uvjerljivu priču.
Scene su vrsno koreografirane i raskošne. Redatelj Zhang Yimou fascinantno se igra bojama, kao i u drugim svojim filmovima poput "Kuće letećih bodeža."
Film je osvojio brojne nagrade i nomininacije. Bio je nominiran i za Oscara u konkurenciji najboljeg stranog filma.

## Glavne uloge
- Jet Li kao Bezimeni
- Zhang Ziyi kao Mjesec
- Tony Leung kao Slomljeni Mač
- Maggie Cheung kao Pahuljica
- Chen Daoming kao kralj
- Donnie Yen kao Nebo